# Kopiist

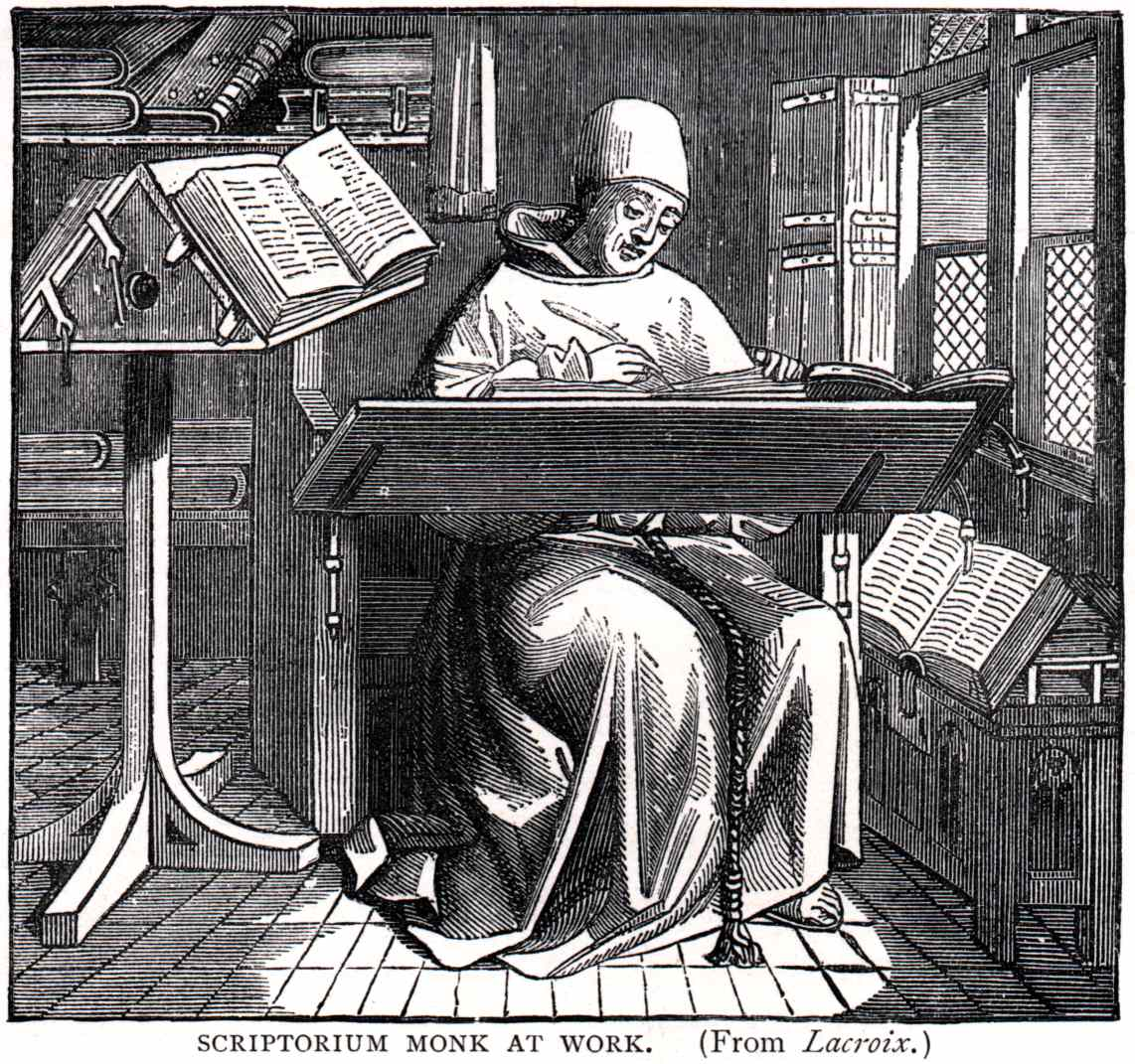
Kopiist aan het werk.

Een kopiist is een persoon die creatieve werken kopieert of nabootst, met name – en als historisch begrip – in gebruik bij het overschrijven van boeken.

## Geschiedenis

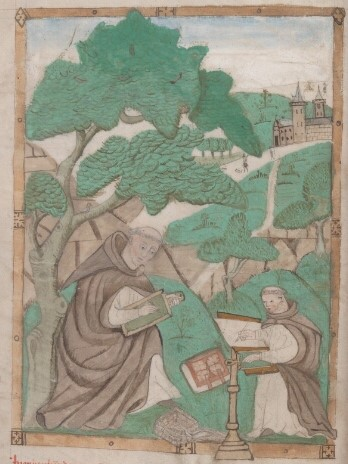
Miniatuur uit het manuscript "Werken", vervaardigd door Jan van Ruusbroec te Bergen-op-Zoom. Gepubliceerd in 1480. Monniken aan het werk.

De term 'kopiist' heeft in historische zin betrekking op een persoon die boeken overschreef. Voor de komst van de boekdrukkunst was overschrijven de enige manier om boeken te vermenigvuldigen. Deze handeling werd vaak uitgevoerd door monniken. Vanaf de 13e eeuw werd de boekvervaardiging stilaan overgenomen door lekenateliers en was de kopiist een van de vele ambachtslieden die bij het maken van een handschrift betrokken waren. 

### Autograaf en kopie
Nadat de oorspronkelijke auteur zijn werk (de autograaf, dat wil zeggen het "zelfgeschreven werk"), had geschreven, was er doorgaans behoefte aan kopieën, zeker waar andere instellingen ook over een exemplaar wilden beschikken. De kopiist reisde dan naar de plaats waar de autograaf zich bevond. In Europa kon dit de residentie van een adellijke persoon zijn, maar vaak was het een klooster.  
Ter plaatse werd de autograaf dan in het scriptorium (het schrijfvertrek) overgeschreven, en zo ontstond een afschrift (een apograaf). Een kopiist kon ook weer zo'n kopie tot uitgangspunt nemen, waardoor er een kopie van een kopie ontstond. Het werk was uiterst tijdrovend: De kopiist schreef meestal met een ganzenveer, en met inkt in doorgaans meerdere kleuren. Zo konden de initialen bijvoorbeeld rood zijn. Ook zeer fraai verluchte hoofdstukinitialen zijn bekend, en er waren illustraties. Veelal werd geschreven op perkament of op vellum, kostbare materialen die nog extra secuur werken vereisten. Van de kopiist werd verwacht dat deze werken in het Latijn, Grieks en Hebreeuws kon kopiëren, ongeacht of hij of zij de taal verstond. Alle letters moesten recht geschreven worden en in precies dezelfde grootte. Het overschrijven van een boek duurde gemiddeld een half jaar maar kon door dit alles jaren in beslag nemen, een bijbel vergde vijftien maanden.

### Schrift en druk
Elke kopie die een kopiist maakte, is uniek. Overschrijven verschilt immers wezenlijk van drukken: er ontstaan geen identieke exemplaren, maar door persoonlijke schrijfstijl, vergissingen en foute interpretaties ontstonden in alle exemplaren afwijkingen of variaties, en ieder door een kopiist afgeschreven werk wordt daarom als unicum beschouwd.
Na de komst van de boekdrukkunst rond 1450 ondervonden de kopiisten allengs concurrentie van die nieuwe vinding. Dat wil niet zeggen dat er plotseling geen nieuwe autografen en geschreven kopieën meer verschenen: zeker de vroegste drukproducten werden niet door ieder met open armen ontvangen, en vele lezers bleven gehecht aan de (relatief dure) handgeschreven boeken. Wel worden deze manuscripten verdeeld in twee groepen: die welke vóór en die welke ná het ontstaan van de boekdrukkunst zijn geschreven.

## Kunst
In de kunst wordt met 'kopiist' gedoeld op personen "die kopieën van creatieve werken maken, vooral diegenen die met de hand manuscripten, muzieknotatie, andere documenten of kunstwerken kopiëren [sic]."